# Asekuracja budżetu
Asekuracja budżetu (ang. sandbagging) – zaniżanie założonych celów w budżecie, by następnie móc je przekroczyć i wykazać się lepszymi wynikami.
Idea asekuracji budżetu polega na zabezpieczeniu osiągnięcia celów kosztem przejrzystej i rzetelnej oceny zdolności.